# Thomas Hakon Grönwall
Thomas Hakon Grönwall, född 1877 i Dylta Bruk, död 1932, var en svensk-amerikansk matematiker och ingenjör.
Grönwall blev filosofie doktor i Uppsala 1898 och studerade därefter teknik. Bland de olika anställningar Grönwall innehaft, märks en anställning som assistant professor vid Princeton University 1913–15. Från 1927 var han knuten till Columbia University. Grönwall har lämnat viktiga bidrag till olika områden av analysen. Särskilt märks arbeten över funktionsteori, konform avbildning, serier (Fourierserier och laplaceska serier) och summation av serier.